# 筆画
筆画（ひっかく）とは漢字の字体を構成する要素の一つで、最小の単位である。点画（てんかく）ともいう。筆を下ろして書き始め、再び離すことでできる「線」または「点」である。筆画の数を画数（かくすう）といい、1画、2画と数える。また筆画を並べていく順序を筆順という。

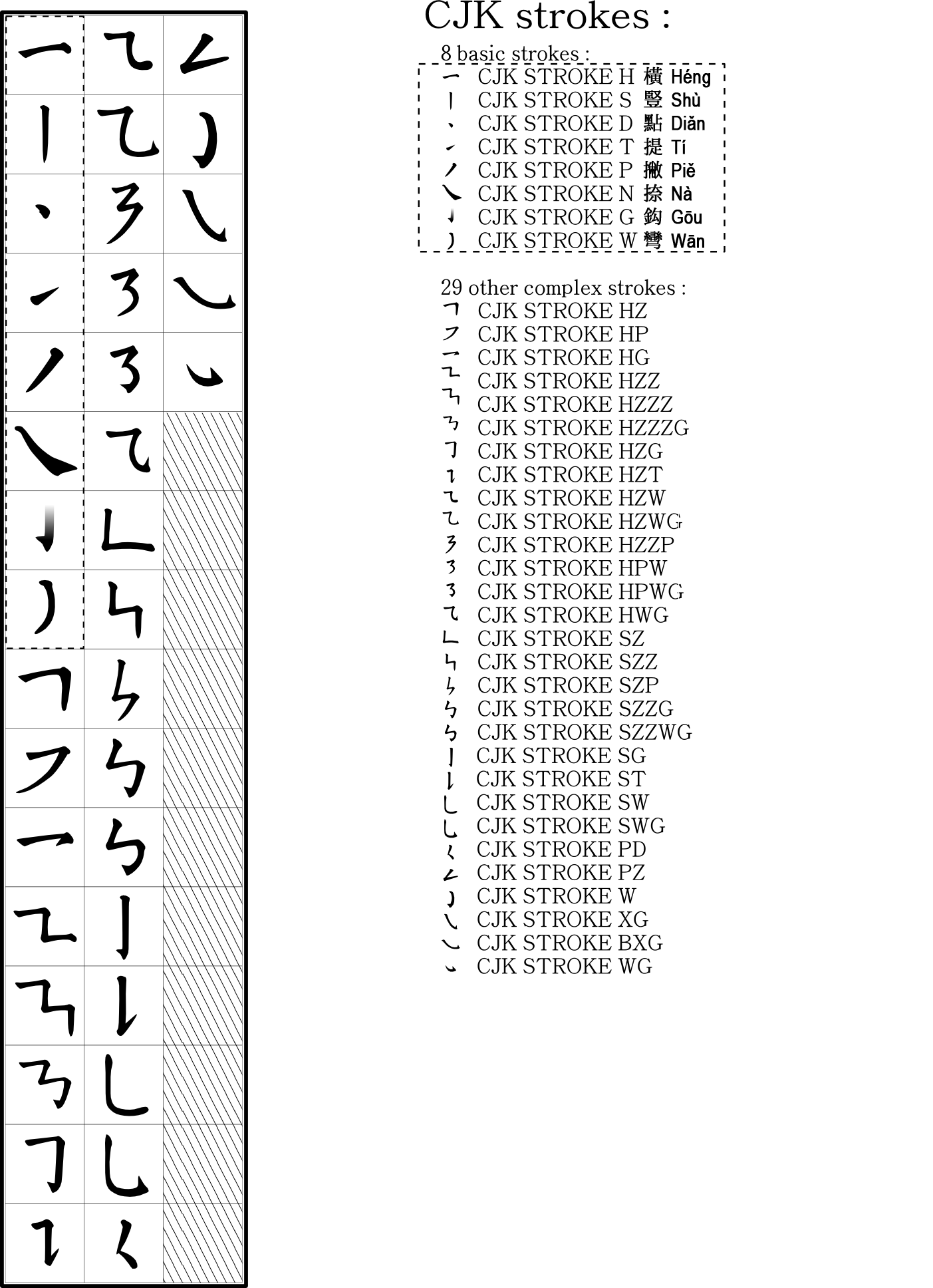

## 筆画の種類
筆画は、横画・縦画・斜画・点の4つに大きく分けられる。
- 横画（おうかく、よこかく）とは、水平方向（横）に書く線をいう[2]。
- 縦画（じゅうかく、たてかく）とは、垂直方向（縦）に書く線をいう[3]。
- 斜画（しゃかく）とは、斜めに書く線で、左はらい、右はらい、左はね、右はねのことをいう[4]。

古くは永字八法という「永」の字を使った書法で筆画の基本を説いていた。側（ソク、点）、勒（ロク、横画）、努（ド、縦画）、趯（テキ、左はねの斜画）、策（サク、短い右上がりの横画）、掠（リャク、左斜めはらいの斜画）、啄（タク、短い左斜めはらいの斜画）、磔（タク、右斜めはらいの斜画）。ただし、これはあくまでも書法の説明であって筆画を分析したものではない。
現在の中国では約30ほどの筆画が設けられている。点（丶）、横（一）、竪（ジュ）（丨 たて）、提（右上斜めはね）、撇（ヘツ）（丿 左斜めはらい）、捺（ナツ）（乀 右斜めはらい）、鉤（コウ）（乛・亅 かぎ：横画または竪画からのはね）、折（┑ おれ）の8つを基本とし、あとはその応用で説明される。例えば、「乃」の右の筆画は横折折折鉤。筆画を組み合わせて偏旁が作られる。
| 画像     | 中国大陸名称 | 台湾名称 | 日本語           | Unicode                             |
| 基本筆画 | 基本筆画     | 基本筆画 | 基本筆画         | 基本筆画                            |
| -------- | ------------ | -------- | ---------------- | ----------------------------------- |
|          | 点 diǎn      | 點 diǎn  | てん             | CJK STROKE D: Ux31D4                |
|          | 横 héng      | 橫 héng  | よこ             | CJK STROKE H: Ux31D0                |
|          | 竪 shù       | 豎 shù   | たて             | CJK STROKE S: Ux31D1                |
|          | 提 tí        | 挑 tiāo  | はね             | CJK STROKE T: Ux31C0                |
|          | 捺 nà        | 捺 nà    | （みぎ）はらい   | CJK STROKE N: Ux31CF                |
|          | 撇 piě       | 撇 piě   | （ひだり）はらい | CJK STROKE P: Ux31D2                |
|          | 鈎 gōu       | 鉤 gōu   | はね、かぎ       | CJK STROKE G （コードポイント無し） |
|          | 折 zhé       | 折 zhé   | おれ             | CJK STROKE Z （コードポイント無し） |
| 加工     |              |          |                  |                                     |
|          | 弯 wān       | 彎 wān   | そり（左）       | CJK STROKE W （コードポイント無し） |
|          | 斜 xié       | 曲 qū    | そり（右）       | CJK STROKE X （コードポイント無し） |

上記以外の筆画のほとんどはその応用であるが、その他の例外的な筆画（ループする筆画など）を持つ漢字の例として、次のようなものが挙げられる。
- 㔔・㪳・㫈・𠆭・𠇇・𠍋・𠪳・𡆢・𡦹・𡧑・𢀓・𦮙・𦹗・・

## 筆画の利用
筆画を利用して漢字の検索、コンピュータでの入力などが行われている。
- 四角号碼索引 - 漢字の四隅の筆画または筆画の組み合わせに0から9までの数字に分類し、左上、右上、左下、右下の順で数字をならべ索引できるようにしたもの。例えば「端」は左上が0（点と横の組み合わせ）、右上が2（竪や撇など）、左下が1（横や提など）、右下が2で0212である。
- 五筆順 - 筆画の形状（筆形）を5種類に大別し、それに従って文字を配列する。部首・総画・発音引きで補助的手段としてよく用いられる。
- 五筆字型入力方法 - コンピュータでの中国語入力方式の一つ。キーボードに筆画や筆画の組み合わせを割り当てて入力する。中国でタイプライターを専門とする人たちはこの入力法を使うことが多い。
- 画数順 - 漢字を画数の少ないものから多いものの順に並べていくこと。漢字字典には、漢字をまず部首に分けて部首の画数順に配置し、それぞれの部首とその部首内の漢字を部首部分を除いた画数順に配置する方法がある。明の『字彙』によって確立された方法で、現在の日本の漢和辞典のほとんどがこの方法によっている。現在の中国の字書はピンインのアルファベット順であっても同じ音の漢字は画数の少ないものを先にする。
- 総画索引 - 画数で漢字を検索する方法。漢字を総画数の同じものでまとめたものである。同画数の漢字は部首順にならべることが多い。

## 画数最大の文字
- 教育漢字：議、競、護（20画）
- 常用漢字：鬱（29画）
- 人名用漢字：鷹、麟（24画）
  - 異体字を含めると廳（25画）
- JIS第一水準漢字：欝（25画）
「欝」は初期のJIS漢字（JIS C 6226-1978、通称78JIS）の字体だと1画多くて26画になる。
- 日本漢字能力検定準1級：鬱（29画）
- JIS第二水準漢字：驫、鸞（30画）
- 日本漢字能力検定1級：麤（33画）
- JIS第三水準漢字：麤（「鹿」を3つ並べた字）、龗（雨冠に「口」3つの下に「龍」）（33画）
- JIS第四水準漢字：（䯂）（「驫」の下に「木」）（34画）
- 新選漢和辞典： （齉）（36画）
- UnicodeCJK統合漢字ブロック (U+4E00-U+9FFF)：（龘）（48画）
- 新大字典：（龘）（48画）
- 康熙字典：（䨻、雷を4つ並べた字）（52画）
- Unicode基本多言語面全体：（䨻、雷を4つ並べた字）（52画）
- Unicode追加漢字面全体：（𪚥、龍を4つ並べた字）、（𠡛、興を4つ並べた字）（64画）
- 大漢和辞典：（𪚥、龍を4つ並べた字）、（𠡛、興を4つ並べた字）（64画）
  - は漢語大字典では「興」の中心部が異なる字体のため、60画となっている。
- Unicode全体：（𱁬）（84画） - たいとを参照。
- 戸籍統一文字：（𪚥、龍を4つ並べた字）、（𠡛、興を4つ並べた字）（64画）
- 国字：（84画） - たいとを参照。
- 部首（康煕字典の分類による）：龠 （17画）